# Agrodiaetus posthumus
Agrodiaetus posthumus är en fjärilsart som beskrevs av Hugo Theodor Christoph 1876. Agrodiaetus posthumus ingår i släktet Agrodiaetus och familjen juvelvingar. Inga underarter finns listade i Catalogue of Life.